# Le Sens de la marche
Le Sens de la marche est une pièce de théâtre de l'auteur dramatique Arthur Adamov. Cette pièce écrite en 1951 fut créée le 18 mars 1953 au Théâtre de la Comédie à Lyon dans une mise en scène de Roger Planchon.

## Personnages
- Henri
- Le Père
- Le Commandant
- Le Prédicateur
- Le Directeur d'école
- Berne
- L'Adjoint
- Premier, Deuxième et Troisième Aspirants
- Premier, Deuxième et Troisième Élèves
- Premier, Deuxième et Troisième Adeptes
- Georges
- Albert
- Mathilde
- Lucile[4]

## Argument

### Prologue
Georges et Albert viennent chercher Henri qui, il y a un an, leur avait promis de les suivre quand ils viendraient le chercher pour se rebeller contre le service militaire. Henri a dû mal à se séparer de sa famille et de celle qu'il aime, Lucile, et décide de ne pas partir malgré l'insistance de ses amis.

### Premier acte
Henri subit les injustices de la vie de garnison. Albert et Georges ont été arrêtés pour désertion, ceux-ci rejettent Henri qui ne les a pas suivi et se voit forcé de les enfermer avec les autres aspirants. Lucile arrive et propose à Henri de le faire sortir, le père de celle-ci propose de signer un papier certifiant qu'il a besoin de lui dans sa secte. Henri refuse la proposition de Lucile.

### Deuxième acte
Henri ne supporte pas la pression du prédicateur de la secte. Lucile tente de lui faire une raison, car cette secte est leur seul moyen de rester ensemble. Cependant, Henri part malgré tout en abandonnant Lucile.

### Troisième acte
Henri fait un cours particulièrement confus à une classe. Malgré l'aide de l'Adjoint, le professeur ne parvient pas à faire régler le calme. Les élèves après l'avoir chahuté, cherchent le Directeur qui licencie Henri. Lucile ne parvient pas à calmer ce dernier qui la rejette violemment.

### Quatrième acte
De retour chez lui, Henri n'a plus rien, ni métier, ni amours. Il finit par tuer Berne qui ne cesse de se moquer de lui et qui a pris sous tutelle sa famille depuis que le père est mort.